# Taqī ad-Dīn an-Nabhānī

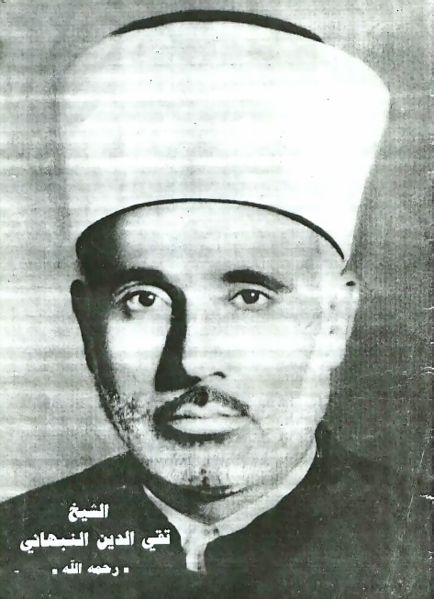
Taqi ad-Din an-Nabhani

Scheich Muhammad Taqi ad-Din bin Ibrahim bin Mustafa bin Ismail bin Yusuf an-Nabhani (auch Taqiuddin an Nabhani, arabisch تقي الدين النبهاني, DMG Taqī ad-Dīn an-Nabhānī; * 1909 in Idschsim; † 20. Dezember 1977 in Beirut) war ein islamischer Rechtsgelehrter und Gründer und Führer der islamistisch-extremistischen Bewegung Hizb ut-Tahrir.

## Leben
Nabhani wurde 1909 im Dorf Idschsim, südlich von Haifa, im damaligen osmanischen Palästina geboren. Er entstammte einer sufistischen Familie. Die Grundschule besuchte er in seinem Geburtsort, die weiterführende Schule in Akkon. Anschließend studierte er ab 1928 vier Jahre islamisches Recht an der al-Azhar-Universität. Im Jahre 1932 schloss er sein Studium an der islamischen Hochschule Dar al-Ulum ab. Während seiner Zeit in Ägypten nahm Nabhani Kontakt zur Muslimbruderschaft auf und lernte auch Sayyid Qutb kennen, jedoch trennte er sich von diesen – aufgrund von persönlichen Problemen. Nach seinem Studium kehrte er nach Palästina zurück und arbeitete als Lehrer an einer weiterführenden Schule in Haifa. Im Jahre 1940 wurde er zum beisitzenden Richter ernannt. Aus dieser Zeit stammen auch seine Kontakte zum nationalistischen Hadschi Amin el-Hosseini; 1945 wurde Nabhani zu dessen Anhänger. Dieser hat ihn als Vorsitzender eines hohen Rates zunächst als richterlicher Assistent in Haifa und später als Richter in Ramallah vermittelt, wo er bis 1948 blieb. 1950 wechselte Nabhani als Richter zu einem Gerichtshof in Jerusalem und etablierte dort Kontakte zu einer Gruppe, die nach dem Palästinakrieg im Zuge der Jordanischen Annexion des Westjordanlandes zu Wortführern der nationalistischen Absichten ihrer Gemeinden aufgestiegen waren. Im Jahr 1953 gründete er die Hizb ut-Tahrir. Bei den Parlamentswahlen 1954 erlangte diese Partei einen Sitz im Nordwesten der Westbank; diesen Sitz bekam ihr Mitglied Ahmad ad-Da'ur. In Nablus, Dschenin, Jerusalem und Hebron unterlag die Hizb ut-Tahrir den Kandidaten der nationalistischen und linksgerichteten Parteien. Im Jahre 1955 versagte Jordanien ihm die Wiedereinreise, so dass er sich in Beirut niederließ. 1973 geriet er in irakische Haft, wurde aufgrund der Intervention von einflussreichen Personen wieder freigelassen. Nabhani starb 1977 in Beirut und wurde dort auch beerdigt. Er veröffentlichte eine Reihe von Schriften in arabischer Sprache, auf welche sich Hizb ut-Tahrir stützt.

## Ideologie
Nabhani vertrat eine sehr rigide und radikale Interpretation des Islam. Sein Hauptwerk ist das Buch Nizam al-Islam (Die Ordnung des Islam).
Er plädierte für Vollstreckung der Todesstrafe bei Unzucht und für das Abhacken der Hand bei Diebstahl. Menschen, die vom Gebet ablassen, sollen seiner Ansicht nach mit einer materiellen Strafe, z. B. Haft belegt werden. Der Mensch müsse an der Schari'a Allahs festhalten, die ihm vom Gesandten Allahs überbracht wurde. Die Scharia ist nach seiner Lesart eine von dem menschlichen Verstand unabhängige Quelle. Auch als Beleg für ein Urteil der Scharia dürfe der Verstand nicht herangezogen werden. Als Beleg für die Scharia gelten die Offenbarungstexte, somit sei die Scharia keinerlei Veränderung unterworfen, sondern von Zeit, Ort und Menschenbild unabhängig. Der Islam ist in dieser Sicht die Lösung für alle Probleme der Menschheit, zu jedem Zeitalter, an jedem Ort, bei jedem Volk und in jeder Generation.
Der Islam ist bei ihm eine Religion und Lebensordnung zugleich, die über alle anderen herrscht (Sure 3, Vers 19). Sein zentraler Begriff ist die Da'wa (Mission). Mit ihrer Hilfe sollen die Menschen sich wieder dem wahren Islam zuwenden. Vorbild dabei ist das Leben des Propheten Mohammed. Er ruft zum Kampf gegen die „westlichen Kolonialherren“ auf. Er verstand den Dschihad als ein Krieg gegen alle, die der Da'wa im Wege stehen.

### Der islamische Staat
In seiner Schrift „Die Lebensordnung des Islam“ legt Nabhani in einem Verfassungsentwurf dar, wie er sich den islamischen Staat vorstellt. Eine kurze Auswahl aus dem 186 Artikel umfassenden Entwurf:
- Die islamische Aqida ist die Grundlage des Staates. Sie ist Grundlage der Verfassung und der islamischen Gesetze (Art. 1).
- Der Staat darf keinerlei Unterscheidung zwischen den Staatsbürgern nach Rasse, Religion, Hautfarbe oder ähnliches bei der Regierungsausübung, der Rechtsprechung oder dergleichen vornehmen (Art. 6).
- Auf die vom Islam Abtrünnigen wird das Gesetz der Apostasie angewendet [Todesstrafe] (Art. 7).
- Arabisch ist als Sprache des Islam auch die Amtssprache des Staates (Art. 8).
- Hauptaufgabe des Staates ist Da'wa (Art. 11).
- Die Herrschaft wird von vier Personen (Regenten) ausgeübt: Der Kalif, der bevollmächtigte Assistent, der Wali (Gouverneur) und der Vorsteher eines Landkreises (Art. 18).
- Die Souveränität gehört dem islamischen Recht und geht nicht vom Volke aus (Art. 22).
- Der Kalif besitzt die absolute Befugnis, die Angelegenheiten der Staatsbürger wahrzunehmen. Er darf nicht gegen Bestimmungen der Scharia verstoßen (Art. 37). Seine Amtszeit ist nicht begrenzt (Art. 38).
- Für Außenbeziehungen, Kriegsangelegenheiten, die Innere Sicherheit und die Industrie ist ein „Befehlshaber des Dschihad“ (amir al-Dschihad) zuständig (Art. 51 – 55).
- Der Dschihad ist eine Verpflichtung für die Muslime. Die Wehrpflicht gilt für jeden männlichen Muslim, der das 15. Lebensjahr vollendet hat (Art. 56).
- Der „Rat der Umma“ besteht aus Männern und Frauen, Muslimen und Nichtmuslimen. Die Befugnis der nichtmuslimischen Mitglieder beschränkt sich auf Beschwerden über die Ungerechtigkeit der Regierenden oder eine mangelhafte Anwendung des Islam (Art. 101). Das Gremium hat beratende Funktion (Schura). Die Schura steht allerdings nur Muslimen zu (Art. 105). Es nimmt Einsicht in die Staatsangelegenheiten, die ihm vom Kalifen vorgelegt werden. Es kann Rechenschaft fordern und die Absetzung eines Gouverneurs verlangen. Die muslimischen Mitglieder schlagen Kandidaten für das Amt des Kalifen vor (Art. 107).
- Die Frau ist in erster Linie Mutter und Hausherrin (Art. 108). Die Geschlechter sind zu trennen (Art. 109). Die Frau darf nicht mit Regierungsaufgaben betraut werden (Art. 112).
- Im öffentlichen Leben ist es der Frau gestattet, auch mit „fremden Männern Umgang zu pflegen unter der Voraussetzung, dass nichts von ihr zu sehen ist als das Gesicht und die Hände, dass sie weder ihre Reize zur Schau stellt noch sich unanständig verhält“ (Art. 113).
- Staaten wie England, die USA und Frankreich und Russland, werden als gesetzlich zu bekriegende Staaten angesehen. Mit Staaten wie beispielsweise Israel wird der Kriegszustand zur Grundlage sämtlichen Handelns gemacht (Art. 184).

## Werke
- Außenpolitik des islamischen Staates, Verfassungs-Entwurf der Islamischen Befreiungspartei. 1953, mit Einleitung zur Person, in Andreas Meier, Hg.: Politische Strömungen im modernen Islam. Quellen und Kommentare. Bundeszentrale für politische Bildung, BpB, Bonn 1995 ISBN 3893312390; sowie Peter Hammer Verlag, Wuppertal 1995 ISBN 3872947249, S. 84–87.[3]